# Rudești, Suceava
Rudești este un sat în comuna Grămești din județul Suceava, Moldova, România.

## Obiective turistice
- Biserica de lemn Sfântul Dumitru din Rudești - monument istoric datând din 1792; se află în cimitirul satului

 Acest articol despre o localitate din județul Suceava este deocamdată un ciot. Puteți ajuta Wikipedia prin completarea lui.